# Abaknon
L’abaknon, également connue sous le nom d'inabaknon, capuleño, abaknon sama, kapul ou encore capul sinama, est une langue austronésienne parlée aux Philippines, principalement dans l'île de Capul, dans la province du Samar du Nord. La langue appartient à la branche malayo-polynésienne des langues austronésiennes.
À la différence des autres langues indigènes des Visayas orientales, à savoir le Waray-waray, le Cebuano et le Boholano, l'abaknon n'est pas considéré comme faisant partie des langues bisayas, mais est plutôt associé aux langues sama-bajaw, un des groupes du malayo-polynésien occidental,.
La langue, contrairement à d'autres parlers bajaw a peu subi l'influence de l'arabe à travers l'islam. En revanche, son vocabulaire est riche en emprunts à l'espagnol.

## Phonologie
|                     | Labiale | Alvéolaire | Palatale | Vélaire | Glottale |
| ------------------- | ------- | ---------- | -------- | ------- | -------- |
| Occlusive/Affriquée | p b     | t d        | (t͡ʃ) d͡ʒ  | k g     | ʔ        |
| Fricative           |         | s          | (ʃ)      |         | h        |
| Nasale              | m       | n          | (ɲ)      | ŋ       |          |
| Spirante            | w       | l, r       | j        |         |          |

- Les consonnes entre parenthèses sont utilisées uniquement dans des mots d'emprunt.

|         | Antérieure | Centrale | Postérieure |
| ------- | ---------- | -------- | ----------- |
| Fermée  | i          |          | u           |
| Moyenne | (e)        |          | (o)         |
| Ouverte |            | a        |             |

- Les voyelles entre parenthèses sont utilisées uniquement dans des mots d'emprunt.